# Маруф, Саид
Мир Саид Маруф-Лакрани (перс. میر سعید معروف لكرانی‎; 20 октября 1985, Урмия) — иранский волейболист, связующий, капитан сборной Ирана и ««Шахрдари»». Призёр и победитель чемпионатов Азии и Азиатских игр.

## Карьера
Саид Маруф родился на севере Ирана в азербайджанской семье. Семья Саида была волейбольной — несколько его родственников профессионально играли в волейбол, а дядя даже вызывался в национальную сборную.
Спортивную карьеру Маруф начал в родной Урмии. Большую часть карьеру он выступал в домашнем первенстве. Трижды он становился чемпионом Ирана: в 2005 году с тегеранским «Санамом», в 2012 — в составе «Калех Мазандаран», а в 2014 с «Матин Варамин». Также дважды Маруф выигрывал клубное первенство Азии: в 2008 (с «Пайканом») и 2014 (с «Матин Варамином») годах.
Первой иностранной командой в карьере Маруфа стал казанский «Зенит», за который он выступал в сезоне 2013/2014. Вместе с казанцами он выиграл чемпионат России и Лигу чемпионов.
В 2001 году Маруф дебютировал в юношеской сборной Ирана, четыре года спустя пробился в состав национальной сборной.
В 2009 году вместе с товарищами по сборной Саид завоевал первые медали на международной арене — «серебро» на чемпионате Азии, а также стал самым популярным игроком турнира. В 2011 году после внутреннего конфликта Маруф заявил о завершении международной карьеры, но уже спустя год вернулся в сборную и с того времени является бессменным связующим и капитаном иранской команды.
В 2013 году сборная Ирана стала чемпионом Азии, а Маруф стал самым ценным игроком турнира. В 2014 году иранцы заняли четвёртое место в Мировой лиге, а Саид получил звание лучшего связующего  профессионалов турнира.
В 2019 году перешёл в китайский клуб «Бэйцзин Байк Моторс».